# Canton de Saint-Laurent-de-Chamousset
Le canton de Saint-Laurent-de-Chamousset est une ancienne division administrative française, située dans le département du Rhône en région Rhône-Alpes.

## Communes du canton
- Brullioles
- Brussieu
- Chambost-Longessaigne
- Haute-Rivoire
- Les Halles
- Longessaigne
- Montromant
- Montrottier
- Saint-Clément-les-Places
- Saint-Genis-l'Argentière
- Saint-Laurent-de-Chamousset
- Sainte-Foy-l'Argentière
- Souzy
- Villechenève

## Histoire
Le canton disparaît à l'issue des élections départementales de mars 2015, qui voient le redécoupage cantonal du département. Il est englobé dans le canton de L'Arbresle.

## Représentation

### Conseillers généraux de 1833 à 2015
| Période | Période      | Identité                                   | Étiquette         | Qualité |
| ------- | ------------ | ------------------------------------------ | ----------------- | --- |
| 1833    | 1848 (décès) | André Berger (1787-1848)                   |                   | Juge de paix, notaire, ancien maire de Saint-Laurent-de-Chamousset (1813-1831)                                |
| 1848    | 1861         | Antoine Berger                             |                   | Juge de paix du canton de Saint-Laurent-de-Chamousset Ancien maire de Saint-Laurent-de-Chamousset (1831-1835) |
| 1861    | 1864         | Adrien Marie Devienne                      |                   | Premier Président de la Cour Impériale de Paris                                                               |
| 1864    | 1867 (décès) | Antoine Dubouchet                          |                   | Juge de paix à Saint-Genis-Laval, propriétaire à Brignais                                                     |
| 1867    | 1871         | Félix Mangini                              | Catholique Modéré | Ingénieur, propriétaire Maire de Saint-Pierre-la-Palud                                                        |
| 1871    | 1880         | Pierre-Louis de Gayardon Marquis de Fenoyl | Droite            | Propriétaire-rentier Maire de Sainte-Foy-l'Argentière (1858-1863 et 1874-1880)                                |
| 1880    | 1898         | Claude Antoine Benoît Boiron               |                   | Propriétaire, maire de Saint-Laurent-de-Chamousset (1884-1914)                                                |
| 1898    | 1917 (décès) | François Léon Faurax (1846-1917)           | Républicain       | Ancien officier, fabricant de voitures à Lyon, conseiller d'arrondissement                                    |
| 1917    | 1919         | siège vacant                               |                   | |
| 1919    | 1925 (décès) | Henri Balay                                |                   | Maire de Saint-Genis-l'Argentière (1908-1925)                                                                 |
| 1926    | 1940         | Vivien de Lescure                          | URD               | Propriétaire à Chambost-Longessaigne                                                                          |
|         |              |                                            |                   | |
| 1942    | 1945         | Marius Duthel                              |                   | Maire de Saint-Laurent-de-Chamousset Nommé conseiller départemental en 1942                                   |
|         |              |                                            |                   | |
| 1945    | 1963 (décès) | Gabriel Fougerouse                         | DVD               | Docteur vétérinaire, maire de Saint-Laurent-de-Chamousset (1945-1963)                                         |
| 1963    | 1967         | André Lotissier (neveu du précédent)       | DVD               | Vétérinaire à Saint-Laurent-de-Chamousset                                                                     |
| 1967    | 1973         | Joseph Vinay                               | DVG               | Maire de Sainte-Foy-l'Argentière (1959-1983)                                                                  |
| 1973    | 2004         | René Trégouët                              | DVD puis RPR      | Chef d'entreprise - Sénateur (1986-2004) Maire puis adjoint au maire de Saint-Laurent-de-Chamousset           |
| 2004    | 2015         | Bernard Chaverot                           | PRG               | Directeur d'école Maire de Montrottier depuis 2001 Élu en 2015 dans le Canton de l'Arbresle                   |

### Conseillers d'arrondissement (de 1833 à 1940)
| Période                                  | Période | Identité                            | Étiquette           | Qualité |
| ---------------------------------------- | ------- | ----------------------------------- | ------------------- | --- |
| 1833                                     | 1836    | M. Guichard                         |                     | Propriétaire rentier à Lyon                                                                                 |
| 1836                                     | 1848    | Jean Maurice Billiottet (1780-1857) |                     | Maire de Saint-Laurent-de-Chamousset Né en Savoie, naturalisé Français en 1831                              |
|                                          |         |                                     |                     | |
| 1892                                     | 1898    | François Léon Faurax                | Républicain         | Fabricant de voitures à Lyon                                                                                |
| 1898                                     | 1907    | M. Louison                          | Républicain modéré  | |
| 1907                                     | 1925    | Charles Bois (1850-1932)            | Républicain         | Médecin, adjoint au maire de Saint-Laurent-de-Chamousset                                                    |
| 1925                                     | 1934    | M. Descombes                        | Républicain         | |
| 1934                                     | 1937    | M. Martin                           | Radical             | |
| 1937                                     | 1940    | Alexis La Batie (1879-1953)         | Défense des paysans | Officier de cavalerie, maire de Montromant                                                                  |
| 1940                                     |         |                                     |                     | Les conseils d'arrondissement ont été suspendus par la loi du 12 octobre 1940 et n'ont jamais été réactivés |
| Les données manquantes sont à compléter. |         |                                     |                     | |

## Évolution démographique
| 1962   | 1968  | 1975  | 1982  | 1990   | 1999   | 2006   | 2011   | 2012   |
| ------ | ----- | ----- | ----- | ------ | ------ | ------ | ------ | ------ |
| 10 136 | 9 667 | 9 324 | 9 640 | 10 500 | 11 243 | 12 624 | 13 496 | 13 656 |